# 中國公學

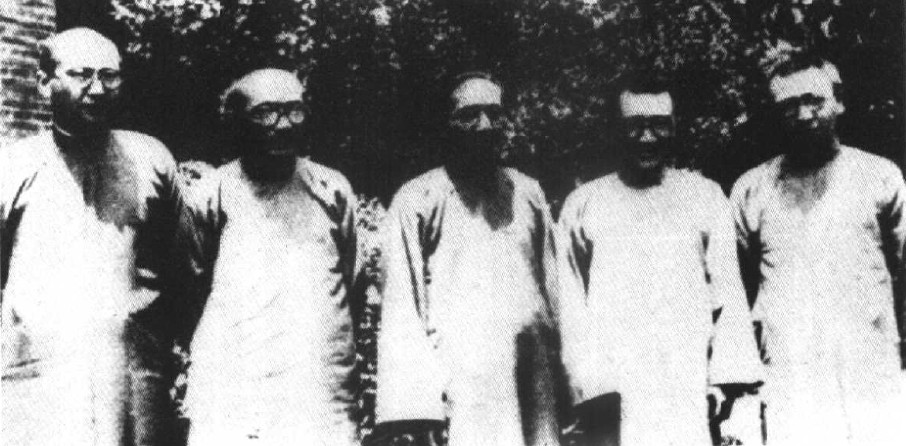
中国公学校长-胡适（右二）与学校董事会成员合影

中國公學是中國最早的大學（早期公学也有僅为大学预科或中学、但本例不在此列）之一，1906年（光绪三十二年）創立於上海，同年4月10日正式開學，共招学生318人，分大学班、中学班、师范速成班、理化专修班。1951年，中国公学与正阳学院合并，改名为重庆财经学院，后并入四川财经学院（今西南财经大学）。
1906年至1909年，胡适曾在这裏读书，當時上海的學堂教學語言多是吳語上海話，中國公學是少有的官話學堂。1928年4月至1933年，胡適在这里擔任校長。

## 历史
1905年11月，日本文部省公布《取缔清韓留日学生规则》，对留日学生严加限制，引起中国留日学生的强烈反对，东京八千名留日学生罢课抗议。12月8日晨，陳天華留下五千字絕命書，在東京大森跳海自殺；熊克武等三千余同学退学回国。中国留日学生总会推举刘棣英、朱剑、吴勋、王敬芳4人筹划中国的“早稻田大学”。他们四人致书严复、马相伯和曾铸请求协助，又上书学部及各省学务，求将各省以充兴学之经费。初期筹划既定，3000余留日学生即归国。
1905年12月21日抵达上海后，他们成立了留日学生总会。1905年12月31日，拟定自治规则。1906年1月10日，举行第一次各省代表全体会举定总会职员会议。 1月18日，各省代表第三次全体代表召开，选定第一次公学职员。经过决议，校名被定为中国公学，还起草了学校章程。
1906年3月4日，中国公学行开校礼，中国公学正式成立。1906年4月，中国公学正式开学，设大学班、中学班、师范速成班、理化专修班。后因经费短缺，50名江苏籍学生集体退学。学校创办人、总会计姚宏业为唤起社会重视，投江自尽。后清廷拨给公地八百亩兴建校舍，大清银行借助十万银元，浙、鄂、蜀、赣等省也予补助，1915年，已经当上河南焦作煤矿开采商福中公司的总经理的王敬芳从公司开矿利润中每年拿出二万元赞助中国公学，公学得以继续开办。由梁启超任中国公学董事长。
1907年由北四川路迁入吴淞地区，地址为现在的永清路东、水产路南侧。
1917年，因改良派与革命派两股势力内讧造成中国公学停办。1919年，中国公学复校，设商科和中学，以王家襄为校长。1920年3月，梁启超接掌中国公学。1921年张东荪任教务长，公学遂成为研究系的阵地。
1922年秋，教育部批准中国公学升格为大学。1928年4月胡适任校长，设文理学院、社会科学院和预科。罗隆基曾在该校任教。1930年5月，胡适辞职，马君武接任校长。1931年1月20日，教育部下令切实查办马君武“袒护反动、污蔑本党”。一·二八事變炮火影响。1932年8月校董事会决定停办。
1933年，租赁临时校舍复校，熊克武任校长，后国民政府教育部“勒令逐年结束，办至原学生毕业为止”。
1937年，学校曾得到国民政府批准复校，并拨助资金，但因不久京沪沦陷，复校计划未能实现。1937年仅在重庆开设中学部。1940年，重庆中国公学（中学部），即中国公学附属中学，停办。
1949年春，中国公学董事会决定复校，选址在重庆市。先恢复了文、法、商学院，招生500余人，4月6日，正式行课。1951年，中国公学和正阳学院合并，改名为重庆财经学院。1952年，重庆财经学院并入西南人民革命大学，组成财经系科，由三处代管。1953年，随西南人民革命大学并入四川财经学院（今西南财经大学）。
後來中國公學在台灣的校友曾计划在台復校，但不成功 。

## 教育教学[1]
学校初办时，相当于大学预科，后陆续增加院系，成立大学部。设四个学院（分别是文学院、社会科学学院、商学院、理工学院），共十五个系（分别是中国文学系、外国语文学系、历史系、哲学系、会计系、新闻系、银行系、工商管理系、法律系、政治经济学系、社会系、数学系、地理系、化学系、土木工程系）。
1928年，因经费困难，学校压缩规模，改为两个学院（文理学院和社会科学院），七个系（商学系、中国文学系、外国语文学系、哲学系、数理学系、史学社会学系、政治经济学系）。

## 校歌[1]
隔岸起飘风浪打吴淞
血涌半江红白虹贯日中
多少少年英雄以学为光荣
锻炼身心胼胝手足担天下之公

## 校友
- 胡适
- 吴晗
- 李玉階
- 鍾鼎文（未毕业）
- 杨杏佛

### 引用
1. 1 2 3 4   《西南财经大学志》编写组. . 成都: 西南财经大学出版社. 1992: 192 – 195 （中文）.
2. ↑  胡適. . : 14. ISBN 9789570827101 （中文（中国大陆））.
3. 1 2 3  . 淞中教育. 2011年  [2014-06-29]. （原始内容存档于2016-03-04） （中文（简体））.
4. ↑  阮毅成， <中國公學在台復校未成記>， 《傳記文學》 ， 31: 6 ， 1977. 12，頁77-82
5. ↑  . 1930.